# Кей, Тони (футболист)
Энтони Герберт Кей (англ. Anthony Herbert Kay; род. 13 мая 1937, Шеффилд, Англия) — английский футболист, полузащитник.

## Клубная карьера
Кей родился 13 мая 1937 года в Шеффилде. Он начал свою карьеру в клубе из родного города «Шеффилд Уэнсдей», перешёл в «Эвертон» в 1962 году и вскоре стал капитаном команды. «Эвертон» находился в стадии строительства во владении Джона Мурса. Кей был важной частью развивающегося «Эвертона» и в мае следующего года они впервые с сезона 1938—1939 стали чемпионами лиги.
В 1964 году газета «Sunday People» опубликовала историю о том, что Кей вместе с другими игроками «Шеффилд Уэнсдей» Дэвидом Лейном и Питером Суоном поставили на то, что их команда проиграет матч в декабре 1962 года против «Ипсвич Таун». Все трое были признаны виновными в сговоре с целью обмана на основании записанного намагнитофоном разговора. Кей был приговорен к четырём месяцам тюремного заключения. После освобождения, он был пожизненно отстранён от футбола Футбольной ассоциацией, хотя запрет был отменен семь лет спустя.

## Карьера в сборной
В 1963 году Тони Кей сыграл свой единственный матч в составе национальной сборной Англии, в котором ему удалось забить один гол.